# سيردار توبراكتيب
سيردار توبراكتيب (بالتركية: Serdar Topraktepe)‏ (25 أغسطس 1976 بإسطنبول في تركيا - ) هو لاعب كرة قدم تركي في مركز الوسط. شارك مع منتخب تركيا تحت 17 سنة لكرة القدم ومنتخب تركيا تحت 21 سنة لكرة القدم ومنتخب تركيا لكرة القدم. أما مع النوادي، فقد لعب مع بورصا سبور وسيفاسبور ونادي بشكتاش وكوجالي سبور وKörfez SK ‏.

## روابط خارجية
- سيردار توبراكتيب على موقع اتحاد تركيا (لاعب) (الإنجليزية)
- سيردار توبراكتيب على موقع اتحاد تركيا (مدرب) (الإنجليزية)
- سيردار توبراكتيب على موقع قاعدة بيانات كرة القدم.إي يو (الإنجليزية)
- سيردار توبراكتيب على موقع ناشيونال فوتبول تيمز (الإنجليزية)
- سيردار توبراكتيب على موقع Soccerway.com (الإنجليزية)
- سيردار توبراكتيب على موقع عالم كرة القدم.نت (الإنجليزية)